# Draft WNBA 2001
2000 2002
La draft WNBA 2001 est la cérémonie annuelle de la draft WNBA lors de laquelle les franchises de la WNBA choisissent les joueuses dont elles pourront négocier les droits d’engagement.
Le choix s'opère dans un ordre déterminé par le classement de la saison précédente, les équipes les plus mal classés obtenant les premiers choix. Sont éligibles les joueuses américaines ou scolarisées aux États-Unis allant avoir 22 ans dans l'année calendaire de la draft, ou diplômées ou ayant entamé des études universitaires quatre ans auparavant. Les joueuses « internationales » ni nées ni ne résidant aux États-Unis sont éligibles si elles atteignent 20 ans dans l'année suivant la draft.
La draft 2001 est organisée le 20 avril 2001 à Secaucus, (New Jersey), dans les studios de NBA Entertainment. Le Storm de Seattle obtient le premier choix de la draft 2001, le Sting de Charlotte le second choix et le Fever de l'Indiana le troisième choix. Le premier choix de la draft est Lauren Jackson.

## Sélection des joueuses
| Rang | Joueuse              | Nationalité | Équipe WNBA           | Université/club          |
| ---- | -------------------- | ----------- | --------------------- | ------------------------ |
| 1    | Lauren Jackson       | Australie   | Storm de Seattle      | Canberra Capitals (WNBL) |
| 2    | Kelly Miller         | États-Unis  | Sting de Charlotte    | Georgia                  |
| 3    | Tamika Catchings     | États-Unis  | Fever de l'Indiana    | Tennessee                |
| 4    | Jackie Stiles        | États-Unis  | Fire de Portland      | Southwest Missouri State |
| 5    | Ruth Riley           | États-Unis  | Sol de Miami          | Notre Dame               |
| 6    | Deanna Nolan         | États-Unis  | Shock de Détroit      | Georgia                  |
| 7    | Svetlana Abrossimova | Russie      | Lynx du Minnesota     | Connecticut              |
| 8    | Marie Ferdinand      | États-Unis  | Starzz de l'Utah      | LSU                      |
| 9    | Coco Miller          | États-Unis  | Mystics de Washington | Georgia                  |
| 10   | Katie Douglas        | États-Unis  | Miracle d'Orlando     | Purdue                   |
| 11   | Penny Taylor         | Australie   | Rockers de Cleveland  | Dandenong Rangers (WNBL) |
| 12   | LaQuanda Barksdale   | États-Unis  | Fire de Portland      | North Carolina           |
| 13   | Kristen Veal         | Australie   | Mercury de Phoenix    | Australie                |
| 14   | Kelly Schumacher     | États-Unis  | Fever de l'Indiana    | Connecticut              |
| 15   | Amanda Lassiter      | États-Unis  | Comets de Houston     | Missouri                 |
| 16   | Camille Cooper       | États-Unis  | Sparks de Los Angeles | Purdue                   |

| Rang | Joueuse             | Nationalité | Équipe WNBA            | Université/club      |
| ---- | ------------------- | ----------- | ---------------------- | -------------------- |
| 17   | Semeka Randall      | États-Unis  | Storm de Seattle       | Tennessee            |
| 18   | Tammy Sutton-Brown  | Canada      | Sting de Charlotte     | Rutgers              |
| 19   | Niele Ivey          | États-Unis  | Fever de l'Indiana     | Notre Dame           |
| 20   | Jenny Mowe          | États-Unis  | Fire de Portland       | Oregon               |
| 21   | Georgia Schweitzer  | États-Unis  | Sol de Miami           | Duke                 |
| 22   | Jae Kingi           | Australie   | Shock de Détroit       | Australie            |
| 23   | Erin Buescher       | États-Unis  | Lynx du Minnesota      | Master's College     |
| 24   | Michaela Pavlíčková | Tchéquie    | Starzz de l'Utah       | Denver               |
| 25   | Tamara Stocks       | États-Unis  | Mystics de Washington  | Florida              |
| 26   | Brooke Wyckoff      | États-Unis  | Miracle d'Orlando      | Florida State        |
| 27   | Jaynetta Saunders   | États-Unis  | Rockers de Cleveland   | Texas A&M            |
| 28   | Janell Burse        | États-Unis  | Lynx du Minnesota      | Tulane               |
| 29   | Ilona Korstine      | Russie      | Mercury de Phoenix     | Russie               |
| 30   | Jackie Moore        | États-Unis  | Monarchs de Sacramento | Long Beach State     |
| 31   | Tynesha Lewis       | États-Unis  | Comets de Houston      | North Carolina State |
| 32   | Nicole Levandusky   | États-Unis  | Sparks de Los Angeles  | Xavier               |

| Rang | Joueuse           | Nationalité | Équipe WNBA            | Université/club  |
| ---- | ----------------- | ----------- | ---------------------- | ---------------- |
| 33   | ShaRae Mansfield  | États-Unis  | Comets de Houston      | Western Kentucky |
| 34   | Jennifer Phillips | États-Unis  | Sting de Charlotte     | Xavier           |
| 35   | Marlena Williams  | États-Unis  | Fever de l'Indiana     | Missouri         |
| 36   | Rasheeda Clark    | États-Unis  | Fire de Portland       | Pepperdine       |
| 37   | Levys Torres      | États-Unis  | Sol de Miami           | Florida State    |
| 38   | Svetlana Volnaya  | Russie      | Shock de Détroit       | Virginia         |
| 39   | Tombi Bell        | États-Unis  | Lynx du Minnesota      | Miami            |
| 40   | Shea Ralph        | États-Unis  | Starzz de l'Utah       | Connecticut      |
| 41   | Jamie Lewis       | États-Unis  | Mystics de Washington  | Ohio State       |
| 42   | Jaclyn Johnson    | États-Unis  | Miracle d'Orlando      | Kansas           |
| 43   | Angelina Wolvert  | États-Unis  | Rockers de Cleveland   | Oregon           |
| 44   | Elena Karpova     | Russie      | Mystics de Washington  | Russie           |
| 45   | Tere Williams     | États-Unis  | Mercury de Phoenix     | Virginia Tech    |
| 46   | Maren Walseth     | États-Unis  | Monarchs de Sacramento | Penn State       |
| 47   | Shala Crawford    | États-Unis  | Comets de Houston      | Life             |
| 48   | Kelley Siemon     | États-Unis  | Sparks de Los Angeles  | Notre Dame       |

| Rang | Joueuse            | Nationalité | Équipe WNBA            | Université/club          |
| ---- | ------------------ | ----------- | ---------------------- | ------------------------ |
| 49   | Juana Brown        | États-Unis  | Storm de Seattle       | Notre Dame               |
| 50   | Reshea Bristol     | États-Unis  | Sting de Charlotte     | Arizona                  |
| 51   | April Brown        | États-Unis  | Fever de l'Indiana     | LSU                      |
| 52   | Natasha Pointer    | États-Unis  | Fire de Portland       | Rutgers                  |
| 53   | Carolyn Moos       | États-Unis  | Mercury de Phoenix     | Stanford                 |
| 54   | Kelly Santos       | Brésil      | Shock de Détroit       | Brésil                   |
| 55   | Megan Taylor       | États-Unis  | Lynx du Minnesota      | Iowa State               |
| 56   | Cara Consuegra     | États-Unis  | Starzz de l'Utah       | Iowa                     |
| 57   | Taru Tuukkanen     | Finlande    | Liberty de New York    | Xavier                   |
| 58   | Anne Thorius       | États-Unis  | Miracle d'Orlando      | Michigan                 |
| 59   | Erin Batth         | États-Unis  | Rockers de Cleveland   | Clemson                  |
| 60   | Tara Mitchem       | États-Unis  | Liberty de New York    | Southwest Missouri State |
| 61   | Megan Franza       | États-Unis  | Mercury de Phoenix     | Washington               |
| 62   | Katie Smrcka-Duffy | États-Unis  | Monarchs de Sacramento | Georgetown               |
| 63   | Kristen Clement    | États-Unis  | Comets de Houston      | Tennessee                |
| 64   | Beth Record        | États-Unis  | Sparks de Los Angeles  | Syracuse                 |